# Kon Tum
Kon Tum – miasto w południowym Wietnamie, stolica prowincji Kon Tum. W 2008 roku ludność miasta wynosiła 49 516 mieszkańców.